# Arquidiócesis de Wellington
La arquidiócesis de Wellington (en latín: Archidioecesis Vellingtonensis y en inglés: Catholic Archdiocese of Wellington) es una circunscripción eclesiástica de la Iglesia católica en Nueva Zelanda. Se trata de una arquidiócesis latina, sede metropolitana de la provincia eclesiástica de Wellington. Desde el 5 de mayo de 2023 su arzobispo es Paul Gerard Martin, de la Sociedad de María. 

## Territorio y organización

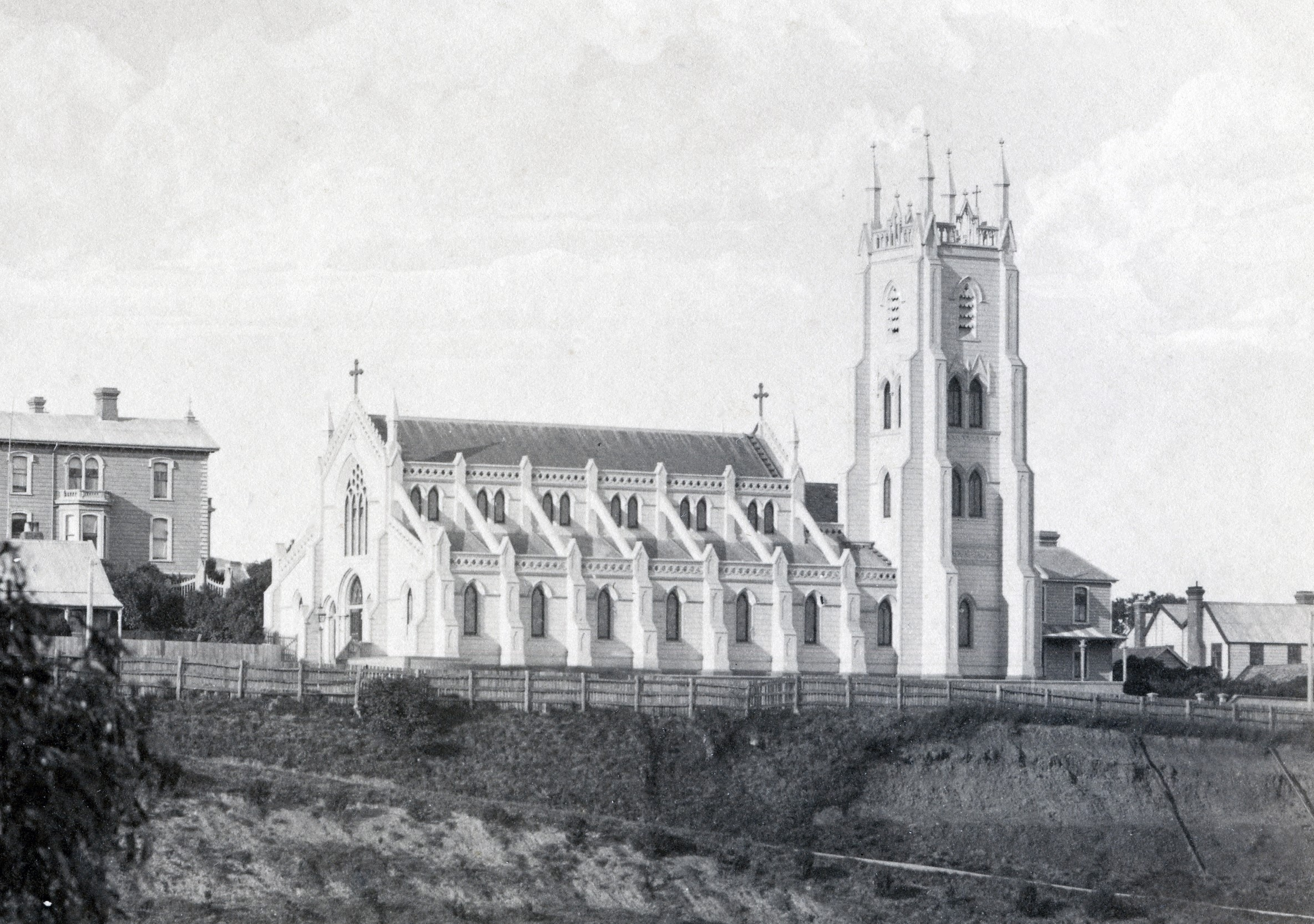
Antigua Catedral de Santa María, en Wellington, incendiada en 1898

La arquidiócesis tiene 35 810 km² y extiende su jurisdicción sobre los fieles católicos de rito latino residentes en el extremo sur de la isla Norte (la mayor parte de la región de Wellington) y la parte septentrional de la isla Sur. En esta última isla comprende: las regiones de Tasman y Marlborough, el tercio norte de la región de West Coast y el extremo norte de la región de Canterbury al norte del río Conway. Según el breve de erección, las islas subantárticas de Nueva Zelanda situadas al norte del paralelo 51º sur forman parte de la arquidiócesis (Snares, Bounty, Antípodas y Auckland).
La sede de la arquidiócesis se encuentra en la ciudad de Wellington, en donde se halla la Catedral del Sagrado Corazón. La antigua Catedral de Santa María fue destruida por un incendio en 1898.
La arquidiócesis tiene como sufragáneas a las diócesis de: Auckland, Christchurch, Dunedin, Hamilton en Nueva Zelanda y Palmerston North.
En 2023 en la arquidiócesis existían 23 parroquias.

## Historia
La ciudad de Port Nicholson o Wellington fue fundada el 22 de enero de 1840 por inmigrantes británicos.
El 20 de junio de 1848, mediante el breve De animarum salute del papa Pío IX, el vicariato apostólico de Oceanía Occidental fue dividido en dos diócesis, la diócesis de Auckland y la diócesis de Port Nicholson (más tarde llamada Wellington). A esta última se le asignó el extremo sur de la isla Norte a partir del paralelo de 41º sur, y las islas Sur, Stewart, Chatham y otras dependencias hasta el paralelo de 51º sur. Originariamente estaba inmediatamente sujeta a la Santa Sede. Philippe Joseph Viard, obispo titular de Orthosias en Caria y hasta entonces obispo coadjutor del vicariato apostólico fue nombrado el mismo día administrador apostólico de la nueva diócesis.
El 12 de abril de 1850 Viard y el administrador apostólico de la nueva diócesis de Auckland, Jean-Baptiste François Pompallier, firmaron un acuerdo corrigiendo el límite entre ambas diócesis para trasladarlo desde el paralelo de 41º sur al paralelo de 39º sur. El 1 de mayo de 1850 Viard y los misioneros maristas que lo acompañaron desde Auckland arribaron a Port Nicholson e iniciaron la nueva diócesis.
Después del terremoto del 23 de enero de 1855 la diócesis fue consagrada a la Inmaculada Concepción y encomendada a su protección.
El 26 de noviembre de 1869 cedió una porción de su territorio (las entonces provincias de Otago y Southland incluyendo la isla Stewart y adyacentes) para la erección de la diócesis de Dunedin mediante el breve Summi Apostolatus del papa Pío IX.
El 10 de mayo de 1887 cedió otra porción de su territorio (al sur del río Conway y las islas Chatham) para la erección de la diócesis de Christchurch mediante el breve Ex debito pastoralis del papa León XIII. A la vez fue elevada al rango de arquidiócesis metropolitana mediante el breve Ex officio supremi.
Entre el 21 de junio de 1966 y el 1 de julio de 1972 la diócesis de Rarotonga fue sufragánea de Wellington.
El 6 de marzo de 1980 cedió una porción de su territorio en la isla Norte para la erección de la diócesis de Palmerston North mediante la bula Properamus et gestimus del papa Juan Pablo II.

## Estadísticas
Según el Anuario Pontificio 2024 la arquidiócesis tenía a fines de 2023 un total de 85 380 fieles bautizados.
| Año                                                                             | Población            | Población | Población      | Sacerdotes | Sacerdotes    | Sacerdotes    | Bautizados por sacerdote | Diáconos permanentes | Religiosos | Religiosos | Parroquias |
| Año                                                                             | Bautizados católicos | Total     | % de católicos | Total      | Clero secular | Clero regular | Bautizados por sacerdote | Diáconos permanentes | Varones    | Mujeres    | Parroquias |
| ------------------------------------------------------------------------------- | -------------------- | --------- | -------------- | ---------- | ------------- | ------------- | ------------------------ | -------------------- | ---------- | ---------- | ---------- |
| 1949                                                                            | 78 000               | 550 000   | 14.2           | 191        | 85            | 106           | 408                      |                      | 100        | 669        | 55         |
| 1966                                                                            | 125 380              | 830 000   | 15.1           | 360        | 181           | 179           | 348                      |                      | 283        | 931        | 87         |
| 1970                                                                            | 143 500              | 846 555   | 17.0           | 361        | 178           | 183           | 397                      |                      | 183        | 1041       | 92         |
| 1980                                                                            | 157 511              | 954 336   | 16.5           | 332        | 154           | 178           | 474                      |                      | 361        | 735        | 91         |
| 1990                                                                            | 87 081               | 567 000   | 15.4           | 163        | 78            | 85            | 534                      | 1                    | 116        | 339        | 50         |
| 1999                                                                            | 82 201               | 515 124   | 16.0           | 128        | 71            | 57            | 642                      |                      | 82         | 235        | 48         |
| 2000                                                                            | 82 201               | 515 124   | 16.0           | 133        | 70            | 63            | 618                      |                      | 86         | 231        | 48         |
| 2001                                                                            | 84 201               | 515 124   | 16.3           | 141        | 71            | 70            | 597                      |                      | 98         | 223        | 48         |
| 2002                                                                            | 84 204               | 515 124   | 16.3           | 123        | 65            | 58            | 684                      |                      | 82         | 217        | 48         |
| 2003                                                                            | 81 189               | 559 350   | 14.5           | 122        | 63            | 59            | 665                      |                      | 83         | 201        | 48         |
| 2004                                                                            | 81 189               | 522 504   | 15.5           | 124        | 64            | 60            | 654                      |                      | 84         | 203        | 47         |
| 2010                                                                            | 83 214               | 550 000   | 15.1           | 119        | 60            | 59            | 699                      |                      | 82         | 180        | 47         |
| 2014                                                                            | 78 198               | 622 347   | 12.6           | 114        | 62            | 52            | 685                      |                      | 67         | 154        | 44         |
| 2017                                                                            | 82 820               | 654 000   | 12.7           | 114        | 60            | 54            | 726                      | 1                    | 68         | 132        | 24         |
| 2020                                                                            | 81 700               | 670 926   | 12.2           | 113        | 55            | 58            | 723                      | 1                    | 63         | 121        | 22         |
| 2022                                                                            | 84 740               | 695 830   | 12.2           | 103        | 47            | 56            | 822                      | 1                    | 62         | 103        | 23         |
| 2023                                                                            | 85 380               | 701 120   | 12.2           | 100        | 48            | 52            | 853                      |                      | 56         | 102        | 23         |
| Fuente: Catholic-Hierarchy, que a su vez toma los datos del Anuario Pontificio. |                      |           |                |            |               |               |                          |                      |            |            |            |

## Episcopologio
- Sede vacante (1848-1860)

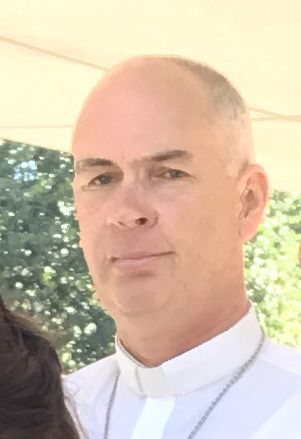
Paul Gerard Martin, obispo de Wellington desde 2023

- Philippe Joseph Viard, S.M. † (3 de julio de 1860-2 de junio de 1872 falleció)[nota 2]
- Francis Mary Redwood, S.M. † (10 de febrero de 1874-3 de enero de 1935 falleció)
- Thomas O'Shea, S.M. † (3 de enero de 1935 por sucesión-9 de mayo de 1954 falleció)
- Peter Thomas McKeefry † (9 de mayo de 1954 por sucesión-18 de noviembre de 1973 falleció)
- Reginald John Delargey † (25 de abril de 1974-29 de enero de 1979 falleció)
- Thomas Stafford Williams † (30 de octubre de 1979-21 de marzo de 2005 retirado)
- John Atcherley Dew, por sucesión el 21 de marzo de 2005-5 de mayo de 2023 retirado)
- Paul Gerard Martin, S.M., por sucesión el 5 de mayo de 2023